# Vireo bairdi
Vireo bairdi е вид птица от семейство Vireonidae. Видът е незастрашен от изчезване.

## Разпространение
Разпространен е в Мексико.